# Архео-етно парк у Равни
Архео-етно парк је депаданс Завичајног музеја у Књажевцу и својеврсни музеј на отвореном. Налази се у Равни, 10 км северно од Kњажевца у дворишту старе сеоске школе. Зграда школе је саграђена 1906. године. Близина античког утврђења Timacum Minus утицала је да се  у овом селу формира Архео-етно парк као својеврстан музеј на отвореном.
Архео-етно парк свечано је отворен за посетиоце 1983. године. Неколико година касније, 1987. године, у згради некадашње школе, отворена је изложба “Археологија књажевачког краја од праисторије до средњег века”, аутора кустоса археолога Светозара Јовановића. За потребе савременог посетиоца, у току 2017. и 2018. године, уз подршку Министарства културе и информисања Републике Србије и Општине Kњажевац реализован је пројекат “Нова археолошка поставка Архео-етно парка Равна”. Овим пројектом модернизован је изложбени простор истраживачко-едукативне станице и формирана је нова, унапређена археолошка поставка чији је аутор виши кустос археолог Бојана Илијић.